# Bombogen (Wittlich)

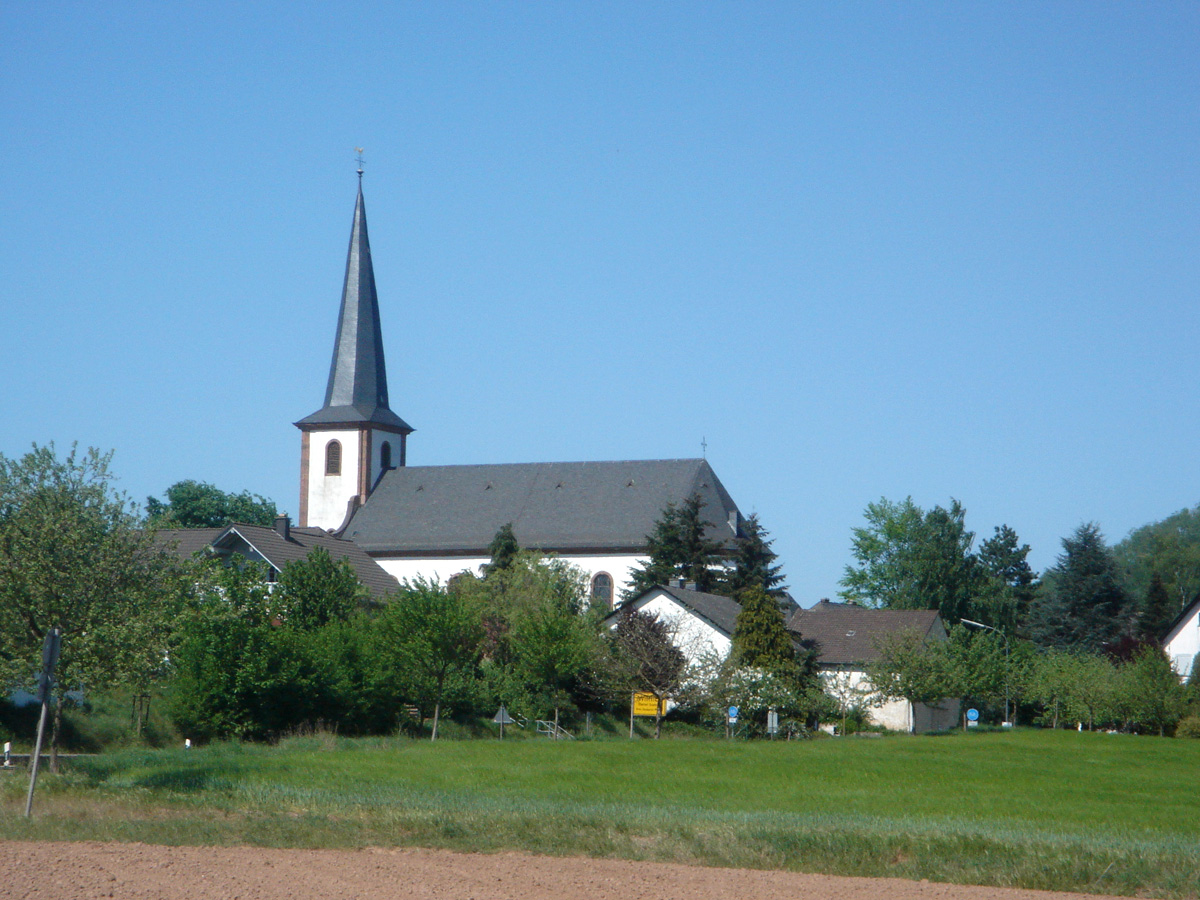
Kirche (2007)

Bombogen ist ein Ortsbezirk und nach der Einwohnerzahl der zweitgrößte Stadtteil von Wittlich in Rheinland-Pfalz.

## Geographie
Aufgrund seiner Lage in der klimatisch milden Wittlicher Senke ist der Ort von jeher landwirtschaftlich geprägt, besonders durch die Tabaktrockenscheunen, die überall im alten Ortskern zu sehen sind. Im Ort besteht ein landwirtschaftlicher Haupterwerbsbetrieb. Im gesamten Wittlicher Tal gibt es im Jahre 2006 noch drei Tabakpflanzer. Diese bauen die Sorte Virgin an, die in Lahr/Schwarzwald verarbeitet wird.
Auf der Bombogener Gemarkung befindet sich der Lüxeberg (Lüxemkopf), ein erloschener Vulkankegel, welcher die Nähe zur Vulkaneifel deutlich werden lässt.
Die Orte Belingen und Berlingen  waren vor der Kommunalreform im Jahr 1969 ein Teil von Bombogen.
Zu Bombogen gehört auch der Wohnplatz Weierhof.

## Geschichte
Zum ersten Mal urkundlich erwähnt wurde Bombogen, damals als Bumagen (von keltisch bono magus „bewohntes Feld“), im Jahre 940 in einer Erklärung Ottos I. (936–973). Es ist jedoch aufgrund der Namenforschung anzunehmen, dass Bombogen bereits vor etwa 2000 Jahren als römische Siedlung bestand. Das ist auch daran festzumachen, dass eine der wichtigsten römischen Heerstraßen in diesem Gebiet von Koblenz nach Trier über die Bombogener Gemarkung führt.
Bis Ende des 18. Jahrhunderts gehörte Bombogen zum Amt Wittlich im Kurfürstentum Trier. Die Inbesitznahme des Linken Rheinufers durch französische Revolutionstruppen beendete die alte Ordnung. Der Ort wurde von 1798 bis 1814 Teil der Französischen Republik (bis 1804) und anschließend des Französischen Kaiserreichs. Bombogen wurde dem Kanton Wittlich im Arrondissement Trier des Saardépartements zugeordnet. Nach der Niederlage Napoleons kam das Dorf aufgrund der 1815 auf dem Wiener Kongress getroffenen Vereinbarungen zum Königreich Preußen und gehörte nun zur Bürgermeisterei Wittlich im Kreis Wittlich des Regierungsbezirks Trier, der 1822 Teil der neu gebildeten preußischen Rheinprovinz wurde.
Als Folge des Ersten Weltkriegs war die gesamte Region dem französischen Abschnitt der Alliierten Rheinlandbesetzung zugeordnet. Nach dem Zweiten Weltkrieg wurde Bombogen innerhalb der französischen Besatzungszone Teil des damals neu gebildeten Landes Rheinland-Pfalz.
Im Rahmen der Mitte der 1960er Jahre begonnenen rheinland-pfälzischen Gebiets- und Verwaltungsreform wurde bis dahin eigenständige Gemeinde Bombogen am 7. Juni 1969 zusammen mit den Gemeinden Dorf, Lüxem, Neuerburg und Wengerohr in die Kreisstadt Wittlich eingegliedert.

## Politik

### Ortsbezirk
Bombogen ist gemäß Hauptsatzung einer von fünf Ortsbezirken der Stadt Wittlich. Die Interessen des Ortsbezirks werden durch einen Ortsbeirat und einen Ortsvorsteher vertreten.

### Ortsbeirat
Der Ortsbeirat von Bombogen besteht aus sieben Mitgliedern, die bei der Kommunalwahl am 9. Juni 2024 in einer personalisierten Verhältniswahl gewählt wurden, und dem ehrenamtlichen Ortsvorsteher als Vorsitzendem.
Die Sitzverteilung im Ortsbeirat:
| Wahl | SPD | CDU | Grüne | FWG (*) | Gesamt  |
| ---- | --- | --- | ----- | ------- | ------- |
| 2024 | 2   | 4   | 1     | 0       | 7 Sitze |
| 2019 | 2   | 4   | 1     | 0       | 7 Sitze |
| 2014 | 2   | 4   | 1     | –       | 7 Sitze |
| 2009 | 3   | 4   | –     | –       | 7 Sitze |
| 2004 | 3   | 4   | –     | –       | 7 Sitze |

### Ortsvorsteher
Mario Wellenberg (CDU) wurde am 26. Juni 2019 Ortsvorsteher von Bombogen. Bei der Direktwahl am 26. Mai 2019 war er mit einem Stimmenanteil von 80,04 % gewählt worden. Bei der Direktwahl am 9. Juni 2024 wurde er als einziger Bewerber mit 74,51 % für weitere fünf Jahre in seinem Amt bestätigt.
Frühere Ortsvorsteher von Bombogen:
- 1999–2019 Hermann Josef Krämer
- 1994–1999 Helmut Heß
- 1974–1994 Alois Heinz
- 1969–1974 Johann Metzen